# Dick LeBeau
(en) Statistiques sur pro-football-reference
Green Bay Packers
Charles Richard LeBeau, dit Dick LeBeau, né le 9 septembre 1937 à London, est un joueur et entraîneur américain de football américain.
LeBeau fut le coordonnateur défensif des Steelers de Pittsburgh de 2004 et 2014, remportant les Super Bowl XL et Super Bowl XLIII.
Il a été intronisé au Pro Football Hall of Fame en 2010.
En 2015, il rejoint les Tennessee Titans, où il termine sa carrière d'entraineur en 2017.

## Statistiques en NFL
| Équipe                | Saison | Saison régulière | Saison régulière | Saison régulière | Saison régulière | Saison régulière | Playoffs | Playoffs | Playoffs    | Playoffs |
| Équipe                | Saison | V                | D                | N                | % victoires      | Classement       | G        | P        | % victoires | Résultat |
| --------------------- | ------ | ---------------- | ---------------- | ---------------- | ---------------- | ---------------- | -------- | -------- | ----------- | -------- |
| Bengals de Cincinnati | 2000   | 4                | 9                | 0                | 30               | 5e AFC Central   | -        | -        | -           | -        |
| Bengals de Cincinnati | 2001   | 6                | 10               | 0                | 37,5             | 6e AFC Central   | -        | -        | -           | -        |
| Bengals de Cincinnati | 2002   | 2                | 14               | 0                | 12,5             | 4e AFC Nord      | -        | -        | -           |          |